# Зиновьев, Василий Васильевич (политик)
Василий Васильевич Зиновьев (23 июля 1942, Ивановское, Орджоникидзевский край — 27 июля 2025, п. Горки-2, Одинцовский городской округ, Московская область) — российский политический деятель, депутат Государственной думы ФС РФ пятого созыва (2007—2011). Бывший генеральный директор предприятия «Кавказтрансгаз», бывший депутат Ставропольской краевой Думы (2001—2007; 2007).

## Биография
В 1961 году окончил Таганрогское среднее техническое училище. В 1971 году — Саратовский нефтяной техникум. В 1987 году — Грозненский нефтегазовый институт по специальности «комплексная механизация разработки нефтяных и газовых месторождений».
Доктор технических наук (тема диссертации — «Методология повышения надежности и безопасности эксплуатации подземных хранилищ газа на стадии развития и окончания строительства»), действительный член Российской академии естественных наук.
В декабре 2001 года избран депутатом Ставропольской краевой Думы по Изобильненскому округу N7. Являлся председателем комитета по промышленности, энергетике, строительству и жилищно-коммунальному хозяйству.

### Депутат госдумы
2 декабря 2007 года избран депутатом Государственной Думы пятого созыва в составе федерального списка кандидатов, выдвинутого политической партией «Единая Россия». Заместитель председателя Комитета ГД по энергетике.
Умер в июле 2025 года в возрасте 83 лет. Похоронен на кладбище посёлка Рыздвяный Ставропольского края.